# Boston-Marathon 1985
Der Boston-Marathon 1985 war die 89. Ausgabe der jährlich stattfindenden Laufveranstaltung in Boston, Vereinigte Staaten. Der Marathon fand am 15. April 1985 statt.
Bei den Männern gewann Geoffrey Smith in 2:14:05 h und bei den Frauen Lisa Larsen-Weidenbach in 2:34:06 h.

## Ergebnisse

### Männer
| Platz | Athlet               | Land                   | Zeit (h) |
| ----- | -------------------- | ---------------------- | -------- |
| 01    | Geoff Smith          | Vereinigtes Königreich | 2:14:05  |
| 02    | Gary Tuttle          | Vereinigte Staaten     | 2:19:11  |
| 03    | Mark Helgeson        | Vereinigte Staaten     | 2:21:15  |
| 04    | Lou Supino           | Vereinigte Staaten     | 2:21:29  |
| 05    | Robert Doyle         | Vereinigte Staaten     | 2:21:31  |
| 06    | Toru Mimura          | Japan                  | 2:23:35  |
| 07    | Charles Hewes        | Vereinigte Staaten     | 2:23:35  |
| 08    | Dan Dillon           | Vereinigte Staaten     | 2:23:50  |
| 09    | Christopher Fletcher | Vereinigte Staaten     | 2:24:29  |
| 10    | Norman Blair         | Vereinigte Staaten     | 2:25:23  |

### Frauen
| Platz | Athletin               | Land                   | Zeit (h) |
| ----- | ---------------------- | ---------------------- | -------- |
| 01    | Lisa Larsen-Weidenbach | Vereinigte Staaten     | 2:34:06  |
| 02    | Lynne Huntington       | Vereinigtes Königreich | 2:42:15  |
| 03    | Karen Dunn             | Vereinigte Staaten     | 2:42:27  |
| 04    | Deborah Butterfield    | Vereinigte Staaten     | 2:43:47  |
| 05    | Vickie Smith           | Vereinigte Staaten     | 2:46:33  |
| 06    | Kathleen Northrop      | Vereinigte Staaten     | 2:46:43  |
| 07    | Kimberly Moody         | Vereinigte Staaten     | 2:46:51  |
| 08    | Mary Hynes             | Vereinigte Staaten     | 2:48:57  |
| 09    | Elizabeth Bulman       | Vereinigte Staaten     | 2:50:16  |
| 10    | Beth Dillinger         | Vereinigte Staaten     | 2:50:36  |